# Меркуловичи
Меркуловичи (бел. Меркулавічы) — агрогородок в Чечерском районе Гомельской области Беларуси. Административный центр Меркуловичского сельсовета.

## География

### Расположение
В 22 км на северо-запад от Чечерска, 37 км от железнодорожной станции Буда-Кошелёвская (на линии Гомель — Жлобин), 60 км от Гомеля.

### Гидрография
На востоке небольшой водоём, река Чечора (приток реки Сож). Расположено водохранилище Меркуловичи (река Чечора).

## Транспортная сеть
На шоссе Довск — Гомель. Планировка состоит из длинной улицы, ориентированной с юго-востока на северо-запад, вдоль шоссе, которую пересекает улица с переулками. Застройка двусторонняя, в основном деревянная, усадебного типа. В 1989 году построено 100 кирпичных, коттеджного типа, домов, в которых разместились переселенцы из мест, загрязненных радиацией после катастрофы на Чернобыльской АЭС (преимущественно из деревни Карповичи Наровлянского района).

## История
Согласно письменным источникам известна с XVI века как селение Міркулавічы в Речицком повете Минского воеводства Великого княжества Литовского. 
Согласно инвентаря 1720 года 7 дымов, 7 валок земли, водяная мельница, центр Меркуловичского староства. В 1765 году староство объединяло 4 деревни со 141 двором.
После 1-го раздела Речи Посполитой (1772) в составе Российской империи. Через деревню проходила почтовая дорога из Неглюбки в Рогачёв.  
Согласно рапорту от 7 июля 1781 года Меркуловичская церковь включена в ведомость церквей, возвращенных из униатства в православие. 
В 1867 году открыто народное училище (в 1877 — 58  учеников, 1889 — 32 ученика, 1897 — 62 мальчика и 2 девочки). 
В 1872 году помещик Забелло владел здесь 582 десятинами земли, водяной и ветряной мельницами. 
В 1884 году работали Воскресенская церковь, библиотека, школа, ветряная мельница, водяная мельница, хлебозапасный магазин. 
Центр волости (до 9 мая 1923 года), в которую в 1890 году входили 36 селений, 1063 двора. 
Согласно переписи 1897 года действовали в селе народное училище с библиотекой (1903 год), приёмный покой, хлебозапасный магазин, магазин, трактир и фольварк, в Рогачёвском уезде Могилёвской губернии. В 1911 году открыто кредитное товарищество.
В 1929 году организован колхоз «Красный флаг», работала ветряная мельница.
С 20 августа 1924 года центр Меркуловичского сельсовета Городецкого, с 4 августа 1927 года Рогачёвского, с 5 апреля 1936 года Чечерского, с 25 декабря 1962 года Буда-Кошелёвского, с 6 января 1965 года Чечерского районов Бобруйского (до 26 июля 1930 года) округа, с 20 февраля 1938 года Гомельской области.
В 1931 году открыта изба-читальня. 
Во время Великой Отечественной войны оккупанты 13 августа 1941 года заняли деревню, создали здесь свой опорный пункт, который неоднократно уничтожался партизанами. 91 житель погиб на фронте. 
Согласно переписи 1959 года центр экспериментальной базы «Меркуловичи». Расположены кирпичный завод, мельница, лесопилка, швейная мастерская, средняя школа, Дом культуры, библиотека, детский сад, больница, амбулатория, аптека, отделение связи, столовая, магазин, самодеятельный ансамбль «Усмешка».
В состав Меркуловичского сельсовета входили (в настоящее время не существующие) до 1962 года посёлок Ленина, до 1987 года — посёлок Шерохов.

## Население
- 1720 год — 7 дымов.
- 1884 год — 32 двора, 321 житель.
- 1897 год — 69 дворов, 479 жителей; фольварк — 2 двора, 26 жителей (согласно переписи).
- 1925 год — в селе 91 двор, на хуторе 12 дворов.
- 1959 год — 526 жителей (согласно переписи).
- 2004 год — 230 хозяйств, 576 жителей.

## Культура
- Дом культуры

### Традиции
- Древний славянский обряд "Вождение в кустах" (или ещё называют "Зелёный праздник")

## События и мероприятия
- Обряд «Вождение куста» (19 июня 2025).